# Pirita (rivier)
De Pirita (Estisch: Pirita jõgi) is een rivier in Estland. De Duitse naam is Brigittenbach.

## Oorsprong en monding
De Pirita ontspringt in het moeras Pususoo in de provincie Järvamaa, ongeveer 20 km ten noordwesten van de hoofdstad Paide. De rivier stroomt naar het noorden, door de provincie Harjumaa en komt in de wijk Pirita van de Estische hoofdstad Tallinn in de Baai van Tallinn uit. Zowel de rivier Pirita als de wijk Pirita als het stadsdistrict Pirita, waarin de wijk Pirita ligt, is vernoemd naar de ruïne van het Piritaklooster, dat vlak bij de riviermonding ligt. De lengte van de rivier bedraagt 105 km, het stroomgebied 799 km².

## Onderweg
De rivier heeft twee zijrivieren: de Kuivajõgi en de Tuhala jõgi. Bij Paunküla in de gemeente Kose is de Pirita afgedamd, met als resultaat het op een na grootste stuwmeer in Estland. Een tweede stuwmeer bevindt zich bij Vaskjala in de gemeente Rae. Een paar kilometer verderop is er nog het Jägala-Piritakanaal, een afvoerkanaal dat water vanuit de rivier Jägala spuit op de rivier Pirita en zo de twee stroomgebieden met elkaar verbindt.
Een stukje verderop is er nog een kanaal, het Vaskjala-Ülemistekanaal, dat water levert aan het Ülemistemeer, het belangrijkste drinkwaterreservoir van Tallinn. Samen met het Jägala-Piritakanaal en een aantal andere kanalen maakt het deel uit van het watertoevoersysteem van Tallinn. Het laatste stukje van de rivier, vlak voor de monding, is beschermd natuurgebied.
In Tallinn stroomt ze langs de Botanische Tuin van Tallinn.

## Olympische haven
In de monding is in de late jaren zeventig van de 20e eeuw een haven aangelegd, die is gebruikt bij de Olympische Zomerspelen van 1980. Hier werden de zeilwedstrijden gehouden. De haven is nog steeds in gebruik als jachthaven.
- Library of Congress Control Number: sh85102437
- Nationale Bibliotheek van Israël: 987007550816305171
- Virtual International Authority File: 315526923